# Улановский (Тульская область)
Улановский — упразднённый рабочий посёлок в Киреевском районе Тульской области, Россия. В 1994 году включен в состав города Болохово.

## География
Расположен в истоке реки Вьевка, на расстоянии примерно 1,5 км к юго-востоку от окраины города Болохово.

## История
Указом Президиума Верховного Совета РСФСР от 23 июня 1948 года населённый пункт Улановка Болоховского района отнесен к категории рабочих поселков с присвоением ему наименования — рабочий посёлок Улановский.
В советское время в посёлке действовала шахта по добычи бурого угля.

## Население
| 1959 | 1970  | 1979 | 1989 |
| ---- | ----- | ---- | ---- |
| 2227 | ↘1487 | ↘946 | ↘465 |